# دوربه، لتونی
دوربه، لتونی (به آلمانی: Durben) در لتونی با جمعیت ۶۲۰ نفر است که در لتونی واقع شده‌است.